# Arthur Noel, 4. Earl of Gainsborough
Arthur Edward Joseph Noel, 4. Earl of Gainsborough OBE TD (* 30. Juni 1884; † 27. August 1927) war ein britischer Politiker und Adeliger, der 1926 den Titel als Earl of Gainsborough erbte und dadurch Mitglied des House of Lords wurde, dem er bis zu seinem Tod 1927 angehörte.

## Leben
Noel war der älteste Sohn von Charles Noel, 3. Earl of Gainsborough und dessen zweiter Ehefrau Mary Elizabeth Dease. Er trat 1908 in den diplomatischen Dienst ein, ehe er zu Beginn des Ersten Weltkrieges 1914 seinen Militärdienst bei der Territorial Army Reserve begann. Er nahm im Laufe des Krieges an Gefechtseinsätzen in Frankreich teil und wurde zuletzt zum Major befördert. Für seine militärischen Verdienste wurde er mit der Territorial Decoration (TD) sowie 1919 mit dem Offizierskreuz des Order of the British Empire (OBE) geehrt. Nach Kriegsende wurde er 1919 Privater Kammerherr von Papst Benedikt XV. sowie nach dessen Tod 1922 von Papst Pius XI.
Nach dem Tode seines Vaters erbte er von diesem am 17. April 1926 den Titel als 4. Earl of Gainsborough, in the County of Lincoln sowie die damit verbundenen nachgeordneten Titel als 4. Viscount Campden, of Campden in the County of Gloucester, 6. Baron Barham, of Barton Court and Teston in the County of Kent, 4. Baron Noel, of Ridlington in the County of Rutland sowie 6. Baronet Middleton, of Barham Court and Teston, in the County of Kent. Dadurch wurde er auch Mitglied des House of Lords, dem er bis zu seinem Tod am 27. August 1927 angehörte. Zeitweilig fungierte er auch als Friedensrichter (Justice of the Peace) von Rutland.
Aus seiner am 10. November 1915 geschlossenen Ehe mit Alice Mary Eyre gingen eine Tochter sowie zwei Söhne hervor. Seine älteste Tochter Maureen Thérèse Josephine Noel war in erster Ehe mit Charles Walter James Dormer, 15. Baron Dormer verheiratet. Sein ältester Sohn Anthony Gerard Edward Noel erbte nach seinem Tod 1927 als Vierjähriger den Titel als 5. Earl of Gainsborough und die damit verbundenen Titel. Sein jüngerer Sohn Gerard Eyre Wriothesley Noel war als Rechtsanwalt tätig sowie Autor mehrerer Bücher zu historischen Themen und Persönlichkeiten.